# (6429) Brâncusi
(6429) Brâncusi ist ein Asteroid des Hauptgürtels, der am 26. März 1971 von dem niederländischen Astronomenehepaar Cornelis Johannes van Houten und Ingrid van Houten-Groeneveld entdeckt wurde. Die Entdeckung geschah im Rahmen der Ersten Trojanerdurchmusterung, bei der von Tom Gehrels mit dem 120-cm-Oschin-Schmidt-Teleskop des Palomar-Observatoriums aufgenommene Feldplatten an der Universität Leiden durchmustert wurden.
Der Asteroid wurde nach dem rumänisch-französischen Bildhauer der Moderne und Fotografen Constantin Brâncuși (1876–1957) benannt, der zu prägenden Bildhauern des 20. Jahrhunderts zählt und neben Auguste Rodin die Skulptur nachhaltig beeinflusste.